# Shibetsu (Nemuro)
Pour les articles homonymes, voir Shibetsu (homonymie).
Ne doit pas être confondu avec la ville de Shibetsu située également à Hokkaidō.
Shibetsu (標津町, Shibetsu-chō) est un bourg du district de Shibetsu, situé dans la sous-préfecture de Nemuro, sur l'île de Hokkaidō, au Japon.

## Géographie

### Démographie
Au 31 mars 2015, la population de Shibetsu s'élevait à 5 432 habitants répartis sur une superficie de 624,68 km2.